# لنارت یولستروم
لنارت یولستروم (سوئدی: Lennart Hjulström؛ ۱۸ ژوئیهٔ ۱۹۳۸ – ۳ ژوئیهٔ ۲۰۲۲) بازیگر و کارگردان فیلم اهل سوئد بود.
از فیلم‌ها یا سریال‌های تلویزیونی که وی در آن نقش داشته‌است، می‌توان به آوگوست استریندبری: یک عمر، بهترین نیات، زندگی من مانند سگ، شیطان، دختری که به لانه زنبور لگد زد، گاو نر، نام رمز کک روژ، بلک‌جک و گوشه‌ای از بهشت اشاره کرد.